# Minuartia erythrosepala
Minuartia erythrosepala är en nejlikväxtart som först beskrevs av Pierre Edmond Boissier, och fick sitt nu gällande namn av Hand.-mazz. Minuartia erythrosepala ingår i släktet nörlar, och familjen nejlikväxter. Inga underarter finns listade i Catalogue of Life.